# Cartel de Santa Cruz
Le cartel de Santa Cruz (en espagnol : Cártel de Santa Cruz) est un cartel de la drogue et une organisation criminelle bolivienne, considéré comme l'une des plus importants du pays, dont le siège est à Santa Cruz de la Sierra.

## Historique
Le cartel est responsable de plusieurs incidents narcoterroristes dans les années 1980, notamment de tentatives d'assassinat contre des agents de la Drug Enforcement Administration et de tentatives d'attentat à la bombe contre des politiciens.
Le cartel de Santa Cruz est fortement allié aux organisations de trafic de drogue en Colombie, au Brésil et au Mexique, mais il est impliqué dans diverses guerres intestines contre de petits gangs se livrant aux trafics de drogue. Les renseignements locaux indiquent que des membres du gang Comando Vermelho ont fui les favelas du Brésil vers Santa Cruz afin d'échapper à la police fédérale.